# Beowulf (pel·lícula de 2007)
Beowulf és una pel·lícula britànico-estatunidenca, feta en animació digital 3D, dirigida per Robert Zemeckis, escrita per Neil Gaiman i Roger Avary. La pel·lícula està basada en l'obra Beowulf, un poema èpic en anglès antic. La pel·lícula es va doblar i subtitular al català.
La pel·lícula compta amb les veus dels actors Ray Winstone, Anthony Hopkins, Robin Wright, Brendan Gleeson, John Malkovich, Crispin Glover, Alison Lohman i Angelina Jolie. La pel·lícula va ser rodada mitjançant la captació digital d'imatges i moviments dels actors en un plató especial emprant, sistema que s'havia utilitzat poc abans en les pel·lícules Polar Express (2004) i Monster House (2006).
La pel·lícula va ser distribuïda per Paramount Pictures i Warner Bros. Pictures i es va estrenar el 16 de novembre de 2007 (23 de novembre del mateix any a Espanya). La recepció per part dels crítics va ser mixtes de crítics, en tant en quant van lloar-ne els aspectes tècnics (efectes visuals, captura del moviment, la feina de doblatge) però van crticar amb força duresa la interpretació que es donava al poema. Des d'un punt de vista comercial la pel·lícula va resultar un fracàs comercial atès que només es van recaptar 196,4 milions de dolars d'una pressupost de 150 milions.

## Sinopsi
A la Dinamarca del segle vi, el regne del rei Hrothgar es veu amenaçat per una bèstia, Grendel. El rei Hrothgar fa una crida per rebre ajuda d'algun heroi i eliminar la calamitat. La crida la respon Beowulf, un heròi de Gòtia que, amb els seus homes, plantarà cara a la bèstia.

## Resum
L'any 507, a Dinamarca, el rei Hrothgar (Anthony Hopkins) acaba de construir el seu gran saló de celebracions (longhall), anomenat Heorot, i hi realitza una celebració amb festí amb els seus homes de confiança (thanes,de l'anglès antic "thegn"), entre els quals hi ha un dels seus consellers, Unferth (John Malkovich), i la seva dona, la reina Wealhtheow (Robin Wright). Durant la celebració, el soroll de la música i els cants arriba unes muntanyes properes on es troba la bèstia Grendel (Crispin Glover), una mena de troll gegantí, el qual es dirigeix per sorpresa a Heorot i ataca a tots els que hi són dintre. Unferth s'amaga com pot, però Hrothgar desafia a la bèstia. Grendel, però, després d'haver mort diversos homes i dones, es negar a acceptar el desafiament i desapareix de la sala. Grendel retorna al seu cau a les muntanyes, on la seva mare (Angelina Jolie) li retreu que té dret a menjar de diverses espècies animals però no homes, els quals han decimat la seva espècie. Grendel li explica que amb els càntics i crits li van fer mal al cap i a les orelles. La Mare de Grendel es tranquil·litza en saber que el seu fill no va fer mal a Hrothgar. L'endemà al matí Hrothgar ordena que es tanqui el saló, que no hi haurà més celebracions mentre visqui la bèstia. així mateix fa fer una crida que qui els ajudi a foragitar la bèstia tindrà dret a una recompensa, amb l'experança de que així vingui algun heroi a auxiliar-los.
Poc temps després Beowulf (Ray Winstone) i la seva partida de guerrers gautes, inclòs el seu millor amic Wiglaf (Brendan Gleeson) desembarquen a Dinamarca, on són rebuts per un guardacosta que els porta davant del rei Hrothgar. Beowulf convenç al rei Hrothgar de que reobri el saló per a celebrar l'arribada i poder incitar a la bèstia, davant de la il·lusió de tothom. No obstant, en arribar, Unferth posa en dubte la credibilitat de Beowulf com heroi mencionant que va perdre una carrera nedant contra un altre heroi, Brecca. Beowulf llavors explica com va perdre perquè es va enfrentar a serpents marines. A la nit té lloc un banquet organitzat per Hrothgar en honor de Beowulf com a celebració de l'èxit de la campanya de Beowulf. Durant el banquet, el rei Hrothgar li mostra el seu preuat corn de beure, i li explica que el va fer fer un cop va haver derrotat al drac Fafnir. En retirar-se, la reina Wealhtheow es mostra hostil amb Hrothgar i Beowulf intervé demanant-li a la reina que canti una nova cançó abans de marxar a dormir. Els cants arriben fins a la cova de Grendel i aquest es veu terriblement afectat pel so. En acabar la cançó, Beowulf es despulla i s'estira per a dormir. Li demana al seu amic Wiglaf que els homes cantin, i els cants arriben fins a la cova de Grendel que el fan enfurismar fins A personar-se al saló de Hrothgar. En arribar, els homes de Beowulf ataquen a Grendel, i Beowulf mateix s'hi enfronta nu. Bewoulf descobreix que Grendel és sensible al soroll i el colpeja repetidament a la orella, fent que aquest disminueixi de mida i adopti una forma més humana. Grendel intenta fuguir i, mitjanánt una cadena, Beowulf reté a Grendel fins que li tanca la porta sobre el braç i li arrenca. Grendel fuig cap a la seva cova mentre els homes de Beowulf celebren la victòria. Un dels homes de Hrothgar li porta les noves al rei i llavors ell ordena Wealhtheow, la reina, que jagui amb ell. Ella s'hi nega referint-se a alguna aventura que el rei havia tingut en el passat Grendel arriba greument ferit a la seva cova i li explica que l'han ferit. Es mor en braços de sa mare i en morir li diu que Beowulf n'és culpable.
Beowulf fa incinerar els companys caiguts. Wiglaf marxa a preparar els vaixells sense ganes de celebració. En el gran saló Hrothgar li regala el corn decorat que té. Mentrestant la mare de Grendel deixa a un Grendel menguat mort i entra en fúria. En despertar en el saló, Beowulf es troba la major part dels seus homes penjats del sostre. Wiglaf crida sorprès si Grendel ha sobreviscut. Hrothgar els explica que no ha estat Grendel sinó la seva mare, un antic enemic que creien mort. Unferth arriba i es disculpa per haver desconfiat i procedeix a entregar-li la seva espasa Hrunting, herència familiar. Beowulf i Wiglaf es dirigeixen a la cova on viu la mare de Grendel. Wiglaf roman a l'exterior, i Beowulf s'endinsa en la cova. Un cop dins se li apaga la torxa però el corn que li ha regalat Hrothgar i serveix de llum, mentre la mare de Grendel l'observa. Més endins de la cova Beowulf troba un petit altar on hi veui Grendel, ara molt petit i mort. La mare de Grendel surt de l'aigua en forma humana i l'intenta seduir. Beowulf es deixa temptar per la mare de Grendel, la qual vol un fill seu com a penyora pel fill que li ha mort, i li entrega el corn de Fafnir, sota la promesa de que el convertirà en un poderós rei. Beowulf retorna al saló de Hrothgar portant el cap de Grendel com a trofeu. Durant el sopar explica com va derrotar a la Mare de Grendel, però davant les preguntes ha de reconèixer que va eprdre el corn. Hrothgar el crida en privat i després d'algunes preguntes, el rei Hrothgar explica públicament que li ofereix la corona de Dinamarca quan es mori, i llavors es suïcida amb l'espasa a la mà. Unferth llavors li col·loca la corona a Beowulf i el nomena rei.
50 anys després Beowulf es troba lluitant amb les seves tropes a Frisia. Un guerrer frisó clama per Beowulf i el repta a que el mati en persona. Beowulf, en contra dels consells de Wiglaf, es desfà de les seves proteccions i s'aproxima per a que el frisó el mati. El frisó s'identifica com Finn. Després d'uns moments tensos, Finn no ataca a Beowulf i Beowulf el deixa fugir, insinuant que ell ja porta molt temps mort i no se’l pot matar.
En retornar, Beowulf es troba amb la seva amant i és sorprès per la reina Wealhtheow. De nit es fa un banquet en el seu honor i un scop (un bard) recita el poema èpic de Beowulf mentre uns actors el representen. Unferth arriba i Wiglaf el confronta. Unferth diu que té quelcom per a Beowulf però es nega a ensenyar-ho. Beowulf capta la situació i intervé entre Wiglaf i Unferth, donant-li aquest el corn de Fafnir a Beowulf. Beowulf dona un cop i el llança a terra només per a ser recollit per Wealhtheow. Seguidament Beowulf interroga a un esclau que és qui ha trobat el corn. Poc després Beowulf s'endinsa a la cova de la mare de Grendel on una veu masculina l'interpel·la i amenaça amb atacar allò que li és preuat. Tot però resulta se run malson de Beowulf.
Wealhtheow parla amb la amant de Beowulf quan aquesta surt de la habitació i, mentre parlen, observen com un drac gegantí ataca un dels poblats propers a Heorot. Allà, parla amb un monjo mentre es crema l'església i li diu que té un missatge per al seu pare. Beowulf es presenta al lloc dels esdeveniments observa la destrucció causada pel drac, i el monjo ferit li diu que s'ha trencat el pacte que tenia amb un monstre. En retornar a Heorot, Beowulf dona ordre de preparar les defenses de palau contra el drac, i es desfà de la seva amant dient-li que es busqui un altre home. Poc abans de marxar a batalla, Wealhtheow entra a l'estança i li recomana que es faci enrere. Beowulf li respon que és la seva responsabilitat acabar amb el monstre, davant del qual Wealhtheow el qüestiona sobre el poder d'encanteri de la mare de Grendel. Allà Beowulf es sincera i es disculpa amb Wealhtheow per haver-li fallat. Llavors li demana que el recordi com a home, no com a rei. Seguidament cabalga amb Wiglaf fins a la cova de Grendel, on en unmoment de feblesa li demana que si mor sigui rei. Wiglaf es nega en parlar del tema reclacant que Beowulf és un heroi i la feblesa no té lloc. A la cova es retroba amb la mare de Grendel i li diu que es quedi el corn a canvi de tenir pau a la terra, però ella refusa, despertant així novament al drac. El drac, en eixir de la cova es dirigeix a Heorot, perseguit a cavall per Wiglaf i Beowulf.Beowulf aconseguiex lligar-se a una pota del drac amb l'esperança de derrotar-lo mentre s'aproximen a Heorot.En veure el punt feble del drac es llança al buit, perdent l'espasa, i corre cap a Heorot mnentre el drac destrossa les defenses. Des d'un pont li dalta a sobre i el drac, amb Beowulf a l'esquena agafat per una daga, es submergeix intentant desfer-sen però Beowulf aconseguiex reenganxar-se. El drac ataca Heorot mentre Beowulf resta lligat a ell mitjançant una cadena. En trobar el punt feble del drac, Beowulf s'esquinça el braç per a arrencar-li el cor i matar-lo, posant en perill la seva vida de manera irremeiable. Beowulf i el drac cauen per precipici cap al mar. Beowulf observa comel drac canvia de forma i adopta una forma humana abans que l'aigua se l'endugui. Seguidament arriba Wiglaf i Beowulf intenta d'explicar-li la veritat, però Wiglaf, en un acte d'extrema lleialtat, nega el que diu Bewoulf i es manté ferm en la versió oficial.
Wiglaf es converteix en rei i Beowulf és sepultat en un vaixell mar endins, i en passar sota un pont natural deixen caure oli ardent que crema el vaixell. En marxar tothom, Wiglaf observa l'horitzó i el vaixell cremant i llavors veu que la marea li ha portat novament el corn de Fafnir. En alçar la vista observa com la mare de Grendel surt del mar per a besar el cadàver de Beowulf mentre el vaixell s'enfonsa. En reflotar, davant l'atenta mirada de Wiglaf, ella l'indica que s'aropi i Wiglaf s'endinsa caminat al mar amb el corn a les mans.

## Repartiment
- Anthony Hopkins: Rei Hrothgar de Dinamarca
- John Malkovich: Unferth, conseller de Hrothgar.
- Robin Wright Penn: Reina Wealhtheow de Dinamarca.
- Crispin Glover: monstre Grendel.
- Ray Winstone: Beowulf, l'heroi protagonista, fill del rei dels Gautes.
- Brendan Gleeson: Wiglaf, home de confiança de Beowulf.
- Angelina Jolie: mare de Grendel
- Alison Lohman: Ursula, concubina de Beowulf rei
- Costas Mandylor: Hondshew, un dels guerrers de Beowulf.
- Sebastian Roche: Wulfgar, un dels guerrers de Beowulf.
- Greg Ellis: Garmund, un dels guerrers de Beowulf.
- Tyler Steelman: Cain (esclau d'Unferth), de jove.
- Dominic Keating: Cain de gran.
- Rik Young: Eofor
- Charlotte Sal: Estrith
- Leslie Harter Zemeckis: Yrsa
- Fredrik Hiller: Finn de Frisia

## Diferències amb el poema èpicBeowulf
Un objectiu que es van proposar Neil Gaiman i Roger Avary era per oferir la seva pròpia interpretació sobre motivacions darrere el comportament de Grendel i el que va passar quan Beowulf era a la cova de la mare de Grendel. Van justificar aquestes eleccions argumentant que Beowulf actua com un narrador poc fiable en la porció del poema en la que es descriu la seva batalla amb Grendel mare. Aquestes elecció també els va ajudar a connectar el segon acte amb el tercer del guió, el qual en el poema està separat per un ínterim de 50 anys.
Alguns dels canvis realitzats per la pel·lícula i destacats pels acadèmics, ja sigui positiva o negativament, són,:
- Representació de Hrothgar com un home amb defectes, alcohòlic i llibertí
- Representació de Unferth com a cristià
- Representació de Grendel com una criatura infantil i malaltissa (similar al personatge Gòl·lum de les obres de J. R. R.Tolkien), més que no pas un monstre/dimoni salvatge.
- El funeral de Beowulf
- Representació de la Mare de Grendel com una bella seductora, a l'estil d'un succubus, que engendra Grendel, com a fill del rei Hrothgar; i el drac, com a fill de Beowulf (aquesta idea és també present en la lliure adaptació de Beowulf de 1999, amb l'excepció que no hi apareix el drac).[9][10]
- El fet que Beowulf esdevé rei de Dinamarca en comptes tornar a la Gòtia (Geatland, Götaland, no confondre amb Gòtia).

## Banda Sonora
La banda sonora per Beowulf va ser composta i dirigida per Alan Silvestri. Alan Silvestri era el principal responsable de la producció de l'àlbum, tot i que les actrius Robin Wright Penn i Idina Menzel van cantar diverses cançons de la mateixa.

## Detalls curiosos
Tot i que la ambientació en el segle VI que es fa en la pel·lícula no és correcte, des d'un punt historiogràfic de cultura material, la pel·lícula ofereix alguns detalls curiosos que sí mostren un respecte cap a la cultura material que en bona part és representada de manera idealitzada, més propera al cinema de fantasia que no a cinèma històric. Dels detalls més destacables troben la repsenetació d'alguns objectes, ja sigui de manera fidedigna (aspecte, detall) com de manera més general (versió idealitzada d'objectes parcials).
Alguns exemples a destacar(amb referència a l'escena o minut en que surten) són:
- Decoració estil Urnes a l'espatller del tron del rei i la reina (apareix en diversos moments durant la pel·lícula)
- Arqueta de Cammin[12]
  - Escena del banquet del rei Hrotghar (minut 6:07-6:10)
- Copa de Jelling[13]
  - Escena del banquet del rei Hrotghar (minut 6:19-6:40)
  - Escena de la reobertura de Heorot (minuts 21:38-23:58; 26:48-26:55)
- Espasa del període Vendel (Tumba 7 del jaciment de Vendel, Suècia)
  - Escena en que el rei Hrothgar ordena tancar Heorot (minut 13:36-14:06)
- Espasa amb inscripció Ulfbehrt[14][15]
  - Escena de l'atac de Grendel a Beowulf (minuts 37:35-37:42; 37:51-37:58)
- Seax de Sittingbourne[16]
  - Escena de la reobertura de Heorot (minuts 26:43-26:46; 28:48-29:00))